# Jōji Kawaguchi
Jōji Kawaguchi (2 aprile 1974) è un ex sciatore alpino giapponese.

## Biografia
Kawaguchi debuttò in campo internazionale ai Mondiali juniores di Zinal 1990; tre anni dopo esordì ai Campionati mondiali a Morioka 1993 (32º nello slalom gigante) e nella rassegna iridata giovanile di Montecampione/Colere 1993 vinse la medaglia d'argento nello slalom gigante e nella combinata e quella di bronzo nello slalom speciale. Il 3 marzo 1996 anno ottenne il primo piazzamento in Coppa del Mondo a Happo One in supergigante classificandosi 56º e tale risultato sarebbe rimasto il migliore di Kawaguchi nel massimo circuito internazionale; ai Mondiali di Sestriere 1997, sua ultima presenza iridata, si classificò 21º nello slalom gigante.
Prese per l'ultima volta il via in Coppa del Mondo il 6 gennaio 1998 a Saalbach-Hinterglemm in slalom gigante, senza completare la prova; il 18 gennaio 2011 conquistò l'ultima vittoria, nonché ultimo podio, in Far East Cup, a Yongpyong in slalom speciale. Si ritirò al termine della stagione 2002-2003 e la sua ultima gara fu lo slalom speciale dei Campionati giapponesi 2003, disputato il 3 marzo a Nozawaonsen e chiuso da Kawaguchi al 13º posto; non prese parte a rassegne olimpiche.

## Palmarès

### Mondiali juniores
- 3 medaglie:
  - 2 argenti (slalom gigante, combinata a Montecampione/Colere 1993)
  - 1 bronzo (slalom speciale a Montecampione/Colere 1993)

### Far East Cup
- 8 podi (dati dalla stagione 1994-1995):
  - 2 vittorie
  - 4 secondi posti
  - 2 terzi posti

#### Far East Cup - vittorie
| Data            | Località  | Paese         | Specialità |
| --------------- | --------- | ------------- | ---------- |
| 17 gennaio 2001 | Yongpyong | Corea del Sud | GS         |
| 18 gennaio 2001 | Yongpyong | Corea del Sud | SL         |

Legenda:

GS = slalom gigante

SL = slalom speciale

### Campionati giapponesi
- 5 medaglie (dati dalla stagione 1994-1995):
  - 1 oro (supergigante nel 1996)
  - 2 argenti (supergigante nel 1999; slalom gigante nel 2002)
  - 2 bronzi (slalom gigante nel 1996; slalom gigante nel 1999)